# Viðreisn
El Viðreisn (traduït com a Reforma o Regeneració) és un partit polític liberal de centre a centredreta a Islàndia fundat el 24 de maig de 2016, però que existia com a xarxa política des de juny de 2014. Es va separar del Partit de la Independència, principalment pel descontentament amb la seva decisió de no celebrar un referèndum sobre l'adhesió a la Unió Europea i la manca de suport al lliure comerç.
El partit recolza l'adhesió d'Islàndia a la Unió Europea i la reforma dels subsidis a l'agricultura i els impostos especials sobre els productes estrangers. Vol que les polítiques públiques se centrin en l'interès general de la societat i redueixin la influència dels interessos especials. Viðreisn està a favor d'un estat del benestar finançat públicament. Admet la vinculació de la corona a una altra moneda, com l'euro, a través d'una caixa de divises com a pla per reduir els tipus d'interès. La seva política sanitària té com a objectiu reduir la part del pacient en els costos sanitaris.
A Viðreisn se li ha assignat la lletra C per a les llistes electorals. Des del 2016, ha obtingut entre el 6 i el 10% dels vots en les eleccions generals.

## Resultats electorals
| Any  | Líder                          | Vots   | %    | Escons  | +/– | Pos.   | Govern   |
| ---- | ------------------------------ | ------ | ---- | ------- | --- | ------ | -------- |
| 2016 | Benedikt Jóhannesson           | 19,870 | 10.5 | 7 / 63  | Nou | Nou 5è | Coalició |
| 2017 | Þorgerður Katrín Gunnarsdóttir | 13,122 | 6.7  | 4 / 63  | 3   | 8è     | Oposició |
| 2021 | Þorgerður Katrín Gunnarsdóttir | 16,628 | 8.3  | 5 / 63  | 1   | 7è     | Oposició |
| 2024 | Þorgerður Katrín Gunnarsdóttir | 33,606 | 15.8 | 11 / 63 | 6   | 3r     | Coalició |

## Llistat de presidents
|  | President                      | Període   |
|  | ------------------------------ | --------- |
|  | Benedikt Jóhannesson           | 2016–2017 |
|  | Þorgerður Katrín Gunnarsdóttir | 2017–     |